# Lobongi
Lobongi est un village du Cameroun situé dans le département de la Meme et la Région du Sud-Ouest. Il fait partie de la commune de Konye.

## Population
Lors du recensement de 2005, la localité comptait 549 personnes.